# Tuve un sueño contigo
Tuve un sueño contigo es una película dramática chilena de 1999 dirigida por Gonzalo Justiniano y protagonizada por Francisco Melo, Paulina Gálvez y Liliana García. El filme recibió dos nominaciones al Premio Altazor de las Artes Nacionales (por mejor dirección y mejor guion) y ganó el Premio Claqueta.com a la mejor película iberoamericana en el Festival Internacional de Cine de San Sebastián.

## Sinopsis
Tuve un sueño contigo es una historia que mezcla drama, humor negro y tensión sexual de la mano de un amor prohibido entre un formal y responsable ginecólogo llamado Francisco Javier Padilla y una sensual y ardiente mujer llamada Ruth, a quien le quedan muy pocos meses de vida.

## Reparto
- Francisco Melo es Francisco Padilla
- Paulina Gálvez es Ruth
- Liliana García es Ana
- Sergio Hernández es Parra
- Francisca Tapia es Alicia
- Julio Jung es Gatica
- Maricarmen Arrigorriaga es Luisa